# Гермисий
Гермисий — древнегреческий полис (город с окрестностями) на Керченском полуострове предположительно локализованный в черте современной Керчи.
Полис основан колонизаторами греками-ионийцами в IV веке до нашей эры.

## Локализация
Поселение предположительно находилось на мысе Ак-Бурун. Мыс Ак-Бурун замыкает Керченскую бухту с юга, крайняя оконечность его получила название Павловский мост — от устроенной на ней артиллерийской батареи. Эти места на предмет остатков античных городищ исследовались в 1823—1827 годах археологом-любителем Полем Дюбрюксом. Он обнаружил здесь остатки городских стен, башен и жилых настроек. Согласно его записям, общая протяженность крепостной стены составляла более 2 километров. Это были первые и самые тщательные исследования городища, поскольку в середине XIX века на этом месте началось строительство Керченской крепости, в ходе которого большая часть античного поселения была уничтожена. В 1958 году на северном берегу мыса после вспашки земли было найдено множество посуды периода греческой колонизации полуострова. Только в конце XX века старший научный сотрудник Керченского музея древностей А. С. Шестаков провел собственные исследования мыса Ак-Бурун, после чего заявил, что здесь, возможно, был расположен боспорский город Гермисий. Одним из подтверждений существования на мысе крупного поселения стали находки обломков черепиц, фрагментов посуды боспорского времени в море, недалеко от побережья Ак-Бурун.

## История
Римские историки Помпоний и Плиний Старший в начале веков утверждали, что на берегах Боспора Киммерийского существовал античный город-полис, который они называли Гермисий, основанный милетскими греками в IV веке до н. э.. По другим сведениям, здесь должен находиться античный город Дия (Тиритака). Крепостная стена города была построена с башнями и воротами и простиралась на два километра. В пределах города находился храм Деметры, при которой жрицами служили женщины. На противоположном берегу Боспора Киммерийского существовал такой же храм Деметры. Город относился к Боспорскому царству и входил в систему торговых отношений Пантикапея.
В городе были ремесленные мастерские, которые изготавливали керамику, было гончарное производство по греческим технологиям. Горожане также занимались разведением мелкого скота, землепашеством. Судя по большому количеству остатков арф греческого производства, отсюда вывозили винодельческую продукцию. Население проживало в небольших полуземлянках, строенных из столбовых стен. Иногда верхняя часть была выложена из рваных камней.
Судя по археологическим остаткам, город пережил несколько периодов разрушений, из который выделяются три. Один произведен был в I веке н. э. одним из готских племён. Другой вид разрушений произошёл от пожара в III веке, по всей видимости произведенный гуннами. Третье разрушение было природное в IV веке, после которого основная часть города, которая располагалась на берегу, ушла под воду. Судя по тому, что в прибрежных водах находят множество черепков глиняной посуды, основные строения города располагалась в прибрежной зоне, где располагался порт, и которая со временем ушла под воду.